# Przyboczna Dywizja Poglavnika

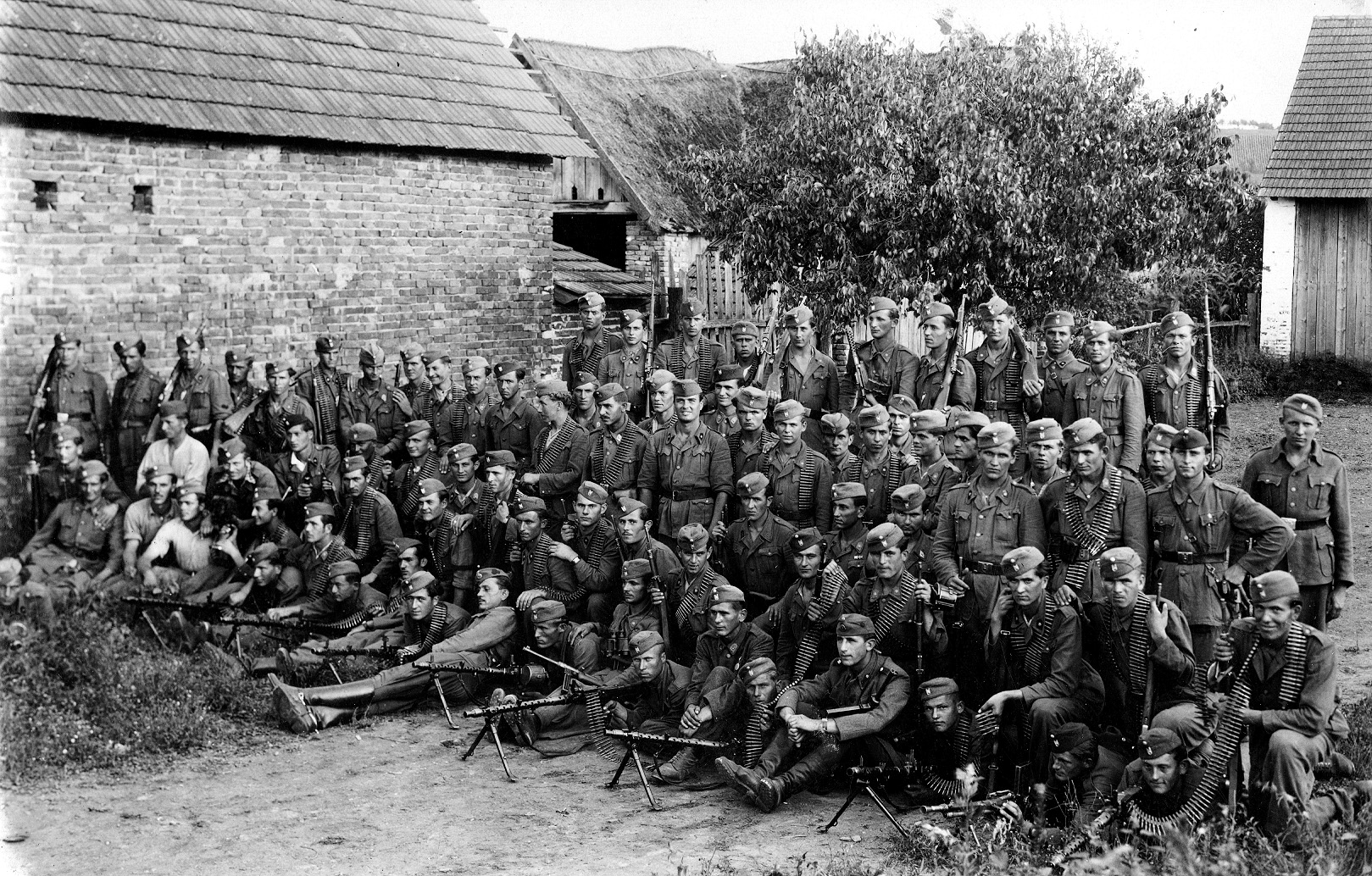
Przyboczna Dywizja Poglavnika

Dywizja Przyboczna Poglavnika (chorw. Poglavnikova tjelesna divizija) – elitarna jednostka wojskowa Sił Zbrojnych Ustaszy, a następnie Chorwackich Sił Zbrojnych podczas II wojny światowej

## Historia działań zbrojnych jednostki
Tego samego dnia, kiedy chorwaccy ustasze ogłosili utworzenie Niepodległego Państwa Chorwackiego (NDH), czyli 10 kwietnia 1941 r., rozpoczęto jednocześnie w Zagrzebiu formowanie oddziału przybocznego poglavnika Ante Pavelicia. W jego skład weszło ok. 200 ochotników, spośród głównie tych ustaszy, którzy powrócili z A. Paveliciem z Włoch. Czołową rolę w tworzeniu oddziału odegrał kpt. Vjekoslav Servatzi. Wkrótce oddział nazwano oficjalnie Batalionem Przybocznym Poglavnika. Na jego czele stanął kpt. Ante Moškov. Batalion podlegał bezpośrednio A. Paveliciowi. Wczesnym latem rozbudowano go o dodanie pododdziału zmotoryzowanego. Początkowo batalion pełnił zadania ochronne i wartownicze. Czasami uczestniczył w działaniach antypartyzanckich w rejonie Zagrzebia, a także w rejonie miejscowości Banija i Kordun. Część oficerów batalionu zostało wydzielonych, aby objęli dowództwo innych jednostek wojskowych ustaszy. W kompanii szkoleniowej przez cały czas trwało szkolenie rekrutów. Batalion miał też kompanię honorową, która uczestniczyła w paradach i różnych ceremoniach. W sierpniu 1941 r. batalion rozlokowano następująco: dwie kompanie w Varaždinie, jedna kompania w Slavonskiej Požedze i jedna z pododdziałem zmotoryzowanym w Zagrzebiu. W drugiej połowie września 1941 r. kompania batalionu pod dowództwem A. Moškova wraz z kompanią piechoty Chorwackiej Domobrany i 20-osobowym oddziałem konnym przeprowadziła działania antypartyzanckie w rejonie Sisaka. W listopadzie do batalionu w celach szkoleniowych został odkomenderowany przez Niemców SS-Untersturmführer Scheiber. Pododdział zmotoryzowany przemianowano na grupę zmotoryzowaną. 19 listopada 1941 r. kompania batalionu z Zagrzebia wraz z 12 Batalionem Ustaszy wzięła udział w oczyszczeniu z partyzantów terenu na wschód i południowy wschód od miejscowości Maja. Faktycznie zmasakrowały one ludność cywilną. Na początku grudnia 1941 r. batalion otrzymał z Włoch 6 tankietek CV 3/35, które włączono do grupy zmotoryzowanej (przemianowanej w tym czasie na batalion zmotoryzowany). Utworzono też pododdział artyleryjski (2 haubice 100 mm). Na przełomie grudnia 1941 r. i stycznia 1942 r. batalion uczestniczył w antypartyzanckiej operacji, mającej na celu zlikwidowanie „Czerwonej Republiki” w miejscowości Kirin w rejonie Korduna. W drugiej połowie marca 1942 r. batalion zmotoryzowany, 2 kompania, pododdział artyleryjski i niedawno sformowany pododdział kawaleryjski wzięły udział w ciężkich walkach z partyzantami w rejonie Petrovej Gory. Na początku kwietnia 1942 r. partyzanci przeprowadzili udany atak na w okolicy Krapinskich Toplic, na północ od Zagrzebia, na oddział ustaszy wspomagany przez kilka tankietek batalionu.
W maju A. Pavelić prowadził w Zagrzebiu rozmowy z Królewską Włoską Misją Wojskową w sprawie rozbudowy Batalionu Przybocznego Poglavnika do wielkości dywizji. Ostatecznie zdecydowano przekształcić go w brygadę z włoską pomocą w zakresie uzbrojenia, wyposażenia i szkolenia. Jednostka miała składać się z dowództwa, kompanii gwardii pałacowej, 2-kompanijnego batalionu honorowego, grupy zwiadowczej (szwadron kawalerii, kompania lekkich czołgów w liczbie 20, zmotoryzowana kompania karabinów maszynowych, kompania przeciwpancerna i pluton motocyklowy), 5-kompanijnego zmotoryzowanego batalionu gwardii, kompanii ciężkich moździerzy, grupy artyleryjskiej (dwie baterie dział 75 mm i bateria dział 100 mm), baterii przeciwlotniczej (6 działek 20 mm), plutonu saperów, plutonu łączności oraz sekcji medycznej, zaopatrzeniowej i transportowej.
Na początku czerwca 1942 r. dwa bataliony ustaszy wraz z oddziałami Brygady Przybocznej Poglavnika dowodzone przez mianowanego podpułkownikiem A. Moškova wzięły udział w rejonie Karlovaca w działaniach antypartyzanckich (w rzeczywistości skierowanych przeciwko miejscowej ludności cywilnej). Od 15 czerwca do 15 sierpnia 1, 2 i 3 kompanie batalionu gwardii brygady pod dowództwem kpt. Devcicia uczestniczyły w niemiecko-włoskiej operacji antypartyzanckiej „West-Bosnien”, prowadząc działania zbrojne w rejonie Kozary. W drugiej połowie września część pododdziałów brygady zaatakowała siły partyzanckie w rejonie Žumberaka na zachód od Zagrzebia w odpowiedzi na dużą koncentrację ich oddziałów. Na przełomie listopada i grudnia 1942 r. batalion gwardii brygady wraz z kilkoma oddziałami Domobrany uczestniczył w ataku na Partyzancki Oddział Kalnicki. Na pocz. stycznia 1943 r. kadra oficerska 721 Pułku Grenadierów 714 Dywizji Piechoty z Banja Luki wspomogła dowództwo brygady w jej reorganizacji. 2 batalion brygady przydzielono czasowo do 721 Pułku Grenadierów w celach szkoleniowo-obserwacyjnych. W pierwszej połowie stycznia część pododdziałów brygady została wysłana ponownie w okolice Žumberaka w celu stabilizacji sytuacji w tym regionie. Z kolei 8 – 10 lekkich czołgów z Grupy Mobilnej Brygady pod dowództwem por. Franjo Mušy wzięło udział w operacji antypartyzanckiej w zachodniej Bośni. Pod koniec lutego pododdziały brygady wraz z 1 Dywizją Piechoty Domobrany i niemiecką 187 Rezerwową Dywizją Piechoty znowu walczyły z Partyzanckim Oddziałem Kalnickim. Pod koniec maja lekkie czołgi brygady zaatakowały partyzantów w rejonie Podravskiej Slatiny. Następnie odparły ich atak na wykolejony przez wybuch miny pociąg w okolicy Viroviticy. Na początku czerwca na tym samym obszarze odzyskały zagarniętą przez partyzantów kolumnę konną z zaopatrzeniem. W drugiej połowie czerwca uczestniczyły wraz z niemiecką Grupą Bojową „West” ze 187 Rezerwowej Dywizji Piechoty w dużej operacji antypartyzanckiej w górach Papuk. Jednocześnie Brygada Przyboczna Poglavnika została rozbudowana do wielkości dywizji, osiągając liczebność ok. 10 tys. żołnierzy. Na początku lipca dwie kompanie 3 batalionu dywizji wspierane przez 4 lekkie czołgi broniły miasta Podravska Slatina. W połowie lipca jeden z batalionów dywizji pod dowództwem płk. Pericicia został przerzucony do Krapiny na zachód Varaždina, gdzie połączył się z 4 lekkimi czołgami. Następnie przemaszerował do Podravskiej Slatiny, łącząc się z kolejnymi 4 lekkimi czołgami. Grupa ta wraz z czołgami niemieckiego Panzer-Abteilung 202 zaatakowała przez zaskoczenie ok. 2-tysięczne siły partyzanckie, rozbijając je pod koniec lipca. Pod koniec sierpnia 1 batalion dywizji został przeniesiony na stałe do Krapiny, aby ubezpieczać ten region. Jednocześnie lekkie czołgi wraz z niemieckim 135 Rezerwowym Pułkiem Grenadierów wzięły udział w działaniach oczyszczających obszar Lepoglava – Lobor – Krapina. Na początku września kompania zmotoryzowana dywizja przeprowadziła patrolowanie linii kolejowej w rejonie Sesvete – Dugo Selo. Jednocześnie kompania piechoty i kompania lekkich czołgów dywizji zostały wysłane na wschód od Dugo Sela, aby zaatakować partyzantów, którzy wykoleili pociąg pasażerski. Na pocz. października 2 batalion dywizji wsparty lekkimi czołgami odzyskał zajętą wcześniej przez partyzantów miejscowość Ludbreg w rejonie Varaždina. Podczas tych walk 1 batalion z kilkoma lekkimi czołgami dywizji zaatakował siły partyzanckie w okolicy, tracąc 1 czołg. W drugiej połowie października i pierwszej połowie listopada pododdziały dywizji zgrupowane w ramach Kampfgruppe „Devcić” walczyły z partyzantami na południe i południowy wschód od Varaždina. Działania zostały wznowione na początku grudnia. Obie strony poniosły duże straty. W tym samym czasie do kolejnych walk z partyzantami doszło na południowy zachód od Zagrzebia. Wyjątkowo zaciekłe walki z partyzantami miały miejsce pod koniec grudnia na południe od Velikej Goricy. 27 grudnia w miejscowości Drnis w Dalmacji sformowano 5 ochotniczy pułk dywizji. Jego dowództwo objął płk Kecet (w kwietniu 1944 r. przeorganizowano go na VII Brygadę Ustaszów).
Od stycznia 1944 r. nasiliły się walki z partyzantami. Na początku tego miesiąca trzy bataliony, bateria haubic i pluton lekkich czołgów dywizji uczestniczyły w dużej operacji antypartyzanckiej krypt. „Cannae” w rejonie Zagrzeb – Sisak – Bjelovar. W tym samym czasie znowu doszło do walk w rejonie Varaždina. W dniach 6–9 stycznia partyzancka 32 Dywizja uderzyła na Zlatar, zajmując miasto. Na pomoc został wysłany zmotoryzowany pluton i pluton motocyklowy dywizji wraz z kompanią Domobrany. Siły te przełamały opór partyzantów ok. 3 km przed Zlatarem, po czym odzyskały miasto. W drugiej połowie stycznia 1 pułk dywizji zaatakował partyzancką 32 Dywizję w rejonie Hum – Novi Marof odrzucając nieprzyjaciela w góry Kalnik. Pod koniec stycznia z udziałem tego pułku wraz z V Brygadą Ustaszy i kilkoma oddziałami niemieckimi rozpoczęła się antypartyzancka operacja „Dubrovnik”. Doprowadziła ona do rozbicia partyzanckiego batalionu z Brygady „Matija Gubec”. Siły partyzanckie wypchnięto z gór Kalnik na południe w rejon miejscowości Bilo Gora. Pod koniec lutego pozycje 1 batalionu 1 pułku dywizji pod Ludbregiem zaatakowała w nocy partyzancka Brygada „Braca Radić”, ale bezskutecznie. Na początku marca ten batalion uderzył na Brygadę „Matija Gubec” na bagnach w Lasach Ribnjak na południe od Ludbrega, ale został zmuszony do wycofania się do miasta. Pod koniec marca w rejonie Mariji Bistricy 2 batalion Brygady „Matija Gubec” urządził udaną zasadzkę na kolumnę ok. 200 ustaszy eskortowanych przez 2 motocykle i 6 lekkich czołgów dywizji (1 czołg został uszkodzony). W kwietniu pododdział dywizji objął służbę strażniczą w obozie jenieckim w Lepoglavie. W tym samym miesiącu część grupy mobilnej i dwie kompanie batalionu gwardii dywizji wzięły udział w kontruderzeniu na partyzantów prowadzących ofensywę w rejonie Virovitica – Daruvar. W połowie kwietnia doszło do ciężkich walk w okolicy Zlatara, podczas których zostało uszkodzonych kilka lekkich czołgów i samochodów pancernych. Podobne walki miały miejsce w rejonie miejscowości Belec. Pod koniec kwietnia doszło do ciężkich walk z dużym zgrupowaniem partyzanckim na wzgórzach i w lasach w rejonie Novi Marof-Hum-Zajezda. Wzięły w nich udział 2 i 3 bataliony dywizji wsparte przez część grupy mobilnej i grupy zmotoryzowanej. Partyzanci przejęli 2 działa górskie, lekki czołg z załogą i 5 motocyklów, niszcząc 3 kolejne czołgi, ciężarówkę i motocykl. W tym samym czasie pododdział 1 pułku i część grupy zmotoryzowanej dywizji wraz z batalionem V Brygady Ustaszy, plutonem haubic Domobrany i oddziałem niemieckiej żandarmerii zaatakowali zgrupowanie partyzanckie, koncentrujące się koło Ivaneca na południowy zachód od Varaždina. W maju w Zagrzebiu sformowano 2-kompanijny Oficerski Batalion Szkoleniowy Przybocznej Dywizji Poglavnika, dowodzony przez mjr. Schebeka. Na początku maja kontynuowano ciężkie walki w rejonie Hum-Konjacina-Zitomir w rejonie Varaždina i w okolicy Ivaneca. W poł. maja partyzanci zaatakowali Komin na północny wschód od Zagrzebia. Do odparcia uderzenia wysłano pododdziały dywizji. Jednocześnie doszło do ataku na miejscowość Mace na zachód od Zlatara. Od 15 maja trwała antypartyzancka operacja „Sarajevo”, której celem było oczyszczenie z partyzantów obszaru na zachód od drogi Sesvete-Varaždin. Uczestniczył w niej 1 pułk dywizji. Pod koniec maja doszło z kolei do kolejnej operacji „Schach” w rejonie Kordun-Banija. W skład uczestniczącej w niej Grupy Bojowej „Berger” obok niemieckiego 7 Batalionu Policji SS wziął udział batalion 1 pułku i batalion rekrucki dywizji. W ostatnich dniach maja we wsi Jakovo koło Zemuna w Syrmii kompania dywizji wraz z grupą volksdeutschów została zaatakowana przez partyzancki 3 batalion 6 Brygady Vojvodinskiej. Na początku czerwca wzmocniony batalion i zmotoryzowany batalion dywizji wzięły udział w antypartyzanckiej operacji „Wildsau” w rejonie Dešinić-Vinogora na północ od Zagrzebia. W połowie czerwca batalion zmotoryzowany dywizji otrzymał 26 włoskich czołgów L6/40. Okazało się jednak, że jedynie 4 z nich były możliwe do użycia. Pozostałe miały różnego rodzaju usterki. Pod koniec czerwca ponownie rozgorzały walki w okolicy Koprivnicy. W lipcu I, II i III bataliony 1 pułku, I batalion 2 pułku, batalion pancerny i część batalionu zmotoryzowanego dywizji uczestniczyły w antypartyzanckiej operacji „Rouen” w rejonie Koprivnica-Ludbreg. 18 września silne zgrupowanie partyzanckie zaatakowało i zajęło Banja Lukę. W celu odzyskania miasta został wysłany m.in. jeden z batalionów dywizji. W połowie października doszło do ciężkich walk o Koprivnicę. Uczestniczyło w nich na początku kilka średnich i lekkich czołgów dywizji, które wsparły jednostki Domobrany. Wkrótce do walki weszły też I batalion 1 pułku i batalion zmotoryzowany dywizji. Partyzantom nie udało się zdobyć miasta. Pod koniec października batalion szkoleniowy dywizji wraz z oddziałem ze szkoły żandarmerii z Bjelovara zaangażował się w walkę z partyzancką 33 Dywizją. Na pocz. grudnia silne oddziały partyzanckie zaatakowały Bjelovar. Na pomoc zostały przysłane m.in. pododdziały dywizji. Pod koniec grudnia pododdziały 1 pułku dywizji wraz z 1 Chorwacką Dywizją Szturmową wzięły udział w rejonie Vrbovec-Križevci w antypartyzanckiej operacji „Bilogora”.
W styczniu i lutym 1945 r. główne siły dywizji były zaangażowane w walkach w rejonie Podrawie-Bilo Gora. Na przełomie marca i kwietnia III batalion szturmowy dywizji wraz z trzema lub czterema batalionami 20 Pułku Piechoty 1 Chorwackiej Dywizji Szturmowej i XIV Brygadą Piechoty Domobrany uczestniczył w walkach z partyzantami w rejonie Petrinja-Glina. W kwietniu dywizja zabezpieczała strategiczną drogę Zagrzeb-Varaždin. Jedynie artyleria dywizji wzięła udział w walkach w rejonie Vratno-Ludbreg. Pod koniec kwietnia 1 i 2 pułk dywizji zajęły pozycje nad rzeką Drawa w rejonie Vratno-Varaždin.
W pierwszych dniach maja oddziały dywizji wyruszyły wraz z resztą wojsk chorwackich na północ do południowej Austrii, gdzie dotarły oddziały brytyjskie. 9 maja partyzanci przechwycili pociąg wiozący szpital polowy dywizji wraz z całym personelem medycznym, zmuszając go do powrotu do wyzwolonego Zagrzebia. 13 maja część oddziałów dywizji została zaangażowana w ciężkie walki z partyzantami w okolicy Dravogradu i Slovengradu w Słowenii. 20 maja ok. 1 tys. żołnierzy dywizji wraz z batalionem zmotoryzowanym poddali się Brytyjczykom, po czym zostali umieszczeni w obozie w Grafenstein. Wkrótce Brytyjczycy odesłali ich jednak do komunistycznej Jugosławii, gdzie zostali w większości zabici. Inna grupa żołnierzy w liczbie ok. 700 na czele z gen. A. Moškovem przebywała w Salzburgu, gdzie przejęli ich Amerykanie. Dzięki temu nie zostali odesłani Jugosłowianom.

## Dowódcy
- gen. Ante Moškov (kwiecień 1941 – listopad 1944)
- gen. Milan Gregurić (grudzień 1944 – maj 1945)

## Skład organizacyjny
Grudzień 1942 r.
- dowództwo brygady – Zagrzeb
- I Batalion – Zagrzeb
- II Batalion – Zagrzeb
- III Batalion – Zagrzeb
- Batalion Szkoleniowy – Zagrzeb
- Grupa Zmotoryzowana – Zagrzeb
- Grupa Kawaleryjska – Zagrzeb
- Batalion Artylerii (bateria artylerii lekkiej i bateria artylerii górskiej) – Zagrzeb

Czerwiec 1943 r.
- dowództwo brygady – Zagrzeb
- I Batalion – Zagrzeb
- II Batalion – Zagrzeb
- III Batalion – Zagrzeb
- Batalion Szkoleniowy – Zagrzeb
- Szwadron Kawalerii – Zagrzeb
- Oddział Czołgów (8 lekkich czołgów) – Zagrzeb
- Bateria Artylerii (4 działa) – Zagrzeb

Październik 1943 r.
- dowództwo brygady – Zagrzeb
- I Batalion – Varaždin
- II Batalion – Zagrzeb
- III Batalion – Zagrzeb
- Batalion Szkoleniowy – Osijek
- Batalion Szkoleniowy – Karlovac
- Batalion Szkoleniowy – Hrvatski Karlovci
- Szwadron Kawalerii – Zagrzeb
- Szwadron Kawalerii – Novi Dvor
- Szwadron Kawalerii – Donji Moholjac
- Oddział Czołgów
- Bateria Artylerii
- pododdziały wsparcia i obsługi

Styczeń 1944 r.
- dowództwo brygady – Zagrzeb
- 1 Pułk – Varaždin
  - I Batalion – Ludbreg
  - II Batalion – Novi Marof
  - III Batalion – Ivanec-Lepoglava
  - IV Batalion – Varaždin
- 2 Pułk (w trakcie formowania) – Osijek
- Garnizonowy Batalion Gwardii – Zagrzeb
- Grupa Artylerii (trzy baterie artylerii) – Zagrzeb
- Grupa Mobilna – Sv. Ivan Zalina
- Grupa Zmotoryzowana – Varaždin
- Grupa Kawaleryjska – D. Zelina
- Motorowa Grupa Transportowa – Zagrzeb
- I Batalion Szkoleniowy – Zagrzeb
- II Batalion Szkoleniowy – Zagrzeb
- pododdziały wsparcia i obsługi

Czerwiec 1944 r.
- dowództwo dywizji
  - kompania sztabowa
  - kompania łączności
  - motorowa kompania transportowa
  - pluton gwardyjski
- 1 Pułk Piechoty
  - I Batalion
  - II Batalion
  - III Batalion
  - 13 Kompania Sztabowa (plutony motocyklowy, saperów i łączności)
  - 14 Kompania Ciężkich Broni (plutony moździerzy, karabinów maszynowych i przeciwpancerny)
  - Lekka Kolumna Zaopatrzeniowa (konna)
- 2 Pułk Piechoty
  - I Batalion
  - II Batalion
  - III Batalion
- Grupa Szkoleniowa (kompanie 1 – 9)
- Grupa Kawaleryjska (szwadrony 1 – 3)
- Grupa Artyleryjska
  - bateria lekkiej artylerii
  - bateria lekkiej artylerii
  - zmotoryzowana polowa bateria haubic
- Batalion Mobilny
  - 2 Kompania Motocyklowa (17 ciężkich karabinów maszynowych i 4 średnie moździerze)
  - 3 Kompania Czołgów (15 lekkich czołgów)
  - 4 Kompania Piechoty Zmotoryzowanej (2 ciężkie karabiny maszynowe, 9 lekkich karabinów maszynowych, 5 lekkich moździerzy)
  - 5 Kompania Sztabowa (plutony saperów, łączności i zaopatrzeniowy)
- Batalion Pancerny
  - 1 Kompania Średnich Czołgów (15 czołgów)
  - 2 Kompania Lekkich Czołgów (7 czołgów)
  - 3 Kompania Piechoty Zmotoryzowanej (12 lekkich karabinów maszynowych i 2 średnie moździerze)
  - 4 Kompania Piechoty Zmotoryzowanej (12 lekkich karabinów maszynowych i 2 średnie moździerze)
  - 5 Kompania Sztabowa (plutony saperów, łączności i zaopatrzeniowy)
- Motorowy Batalion Transportowy
  - 1 Kompania Ciężarówek
  - 2 Kompania Ciężarówek
- Oddział Medyczny
  - Kompania Medyczna
  - Kompania Rekonwalescentów
  - Pluton Weterynaryjny

Kwiecień 1945 r.
- dowództwo dywizji w Zagrzebiu – gen. Milan Gregurić
- 1 Pułk Piechoty w Novim Marofie – d-ca ppłk Zdunić
  - I Batalion w Ludbergu – d-ca mjr Corec
  - II Batalion w Novim Marofie
  - III Batalion w Varaždinskich Toplicach – d-ca mjr Vujnemcević
- 2 Pułk Piechoty – d-ca ppłk Juraj Bobinac
  - I Batalion w Sv. Ivanie Zelina
  - II Batalion
  - III Batalion
- Grupa Artylerii w Zlatarze Bistricy – d-ca ppłk Loncarević
  - 1 Bateria
  - 2 Bateria
  - 3 Bateria
- Grupa Mobilna w Sv. Ivanie Zelina – d-ca ppłk Orešković
- Grupa Pancerna w Varaždinie
- Grupa Kawaleryjska w Zagrzebiu
- Grupa Gwardyjska w Zagrzebiu – d-ca mjr Juroš
  - I Batalion w Sljemenie
  - II Batalion w rejonie D. Zelina-Bjelovar-Moravce
  - III Batalion w Zagrzebiu
- Batalion Uzupełnieniowy w Zagrzebiu – d-ca ppłk Marijan